# Хто пасеться на лузі?
Хто пасеться на лузі? (рос. Кто пасётся на лугу?) — радянський короткометражний мальований мультфільм 1973 року. Підзаголовок: Пісенька-загадка. Другий з чотирьох сюжетів мультиплікаційного альманаху Весела карусель N°5

## Сюжет
Мультфільм знятий по дитячій пісні: Музика — Олександри Пахмутової, слова Юрія Черних.
Уривок із пісеньки
 — Далеко, далеко
На лугу пасутся ко…
— Кони?
— Нет, не кони!
— Далеко, далеко
На лугу пасутся ко…
— Козы?
— Нет, не козы!
— Далеко, далеко
На лугу пасутся ко…
— А, коровы!
— Правильно, коровы!
Пейте, дети, молоко —
Будете здоровы!
Пейте, дети, молоко — Будете здоровы!

Виконує: Великий Дитячий Хор, солістка: Аня Юртаєва

## Знімальна група
| Режисер               | Галина Барінова      |
| Художник-постановник  | Галина Барінова      |
| Композитор            | Олександра Пахмутова |
| Текст пісень (віршів) | Юрій Черних          |